# Riccia handelii
Riccia handelii là một loài rêu trong họ Ricciaceae. Loài này được Schiffner mô tả khoa học đầu tiên năm 1937.